# Dschuhaimān al-ʿUtaibī

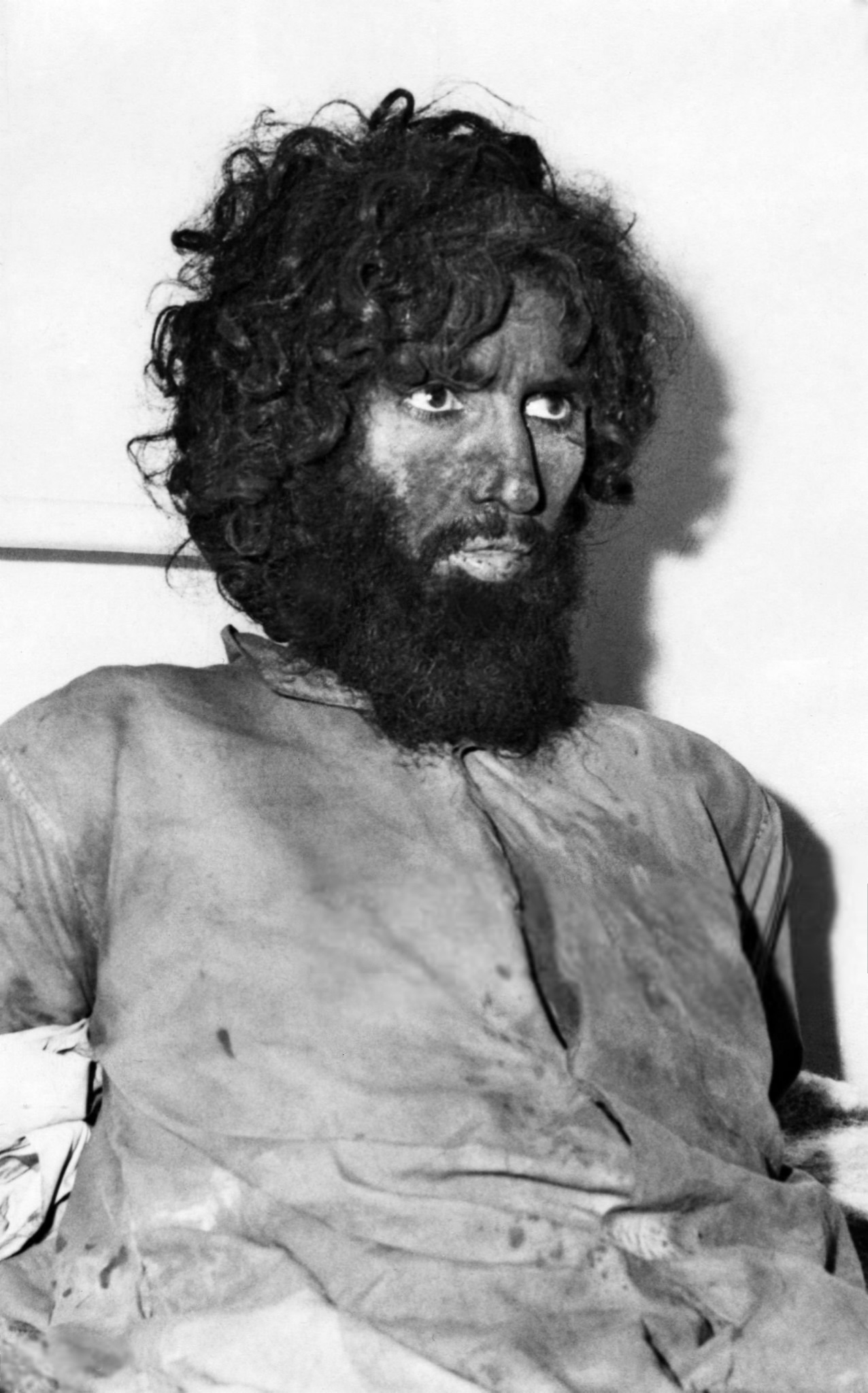
Dschuhaiman al-Utaibi

Dschuhaimān al-ʿUtaibī (arabisch جهيمان العتيبي, DMG Ǧuhaimān al-ʿUtaibī; * 16. September 1936 in Qasim; † 9. Januar 1980 in Mekka) war ein saudischer religiöser Fanatiker und der Anführer des Überfalls auf die Große Moschee in Mekka im November 1979.

## Leben
In der zentralarabischen Provinz Qasim als Sohn einer Beduinenfamilie geboren, diente er ab 1955 in der Saudi-Arabischen Nationalgarde. 1973 beendete er seinen Dienst und besuchte die Scharia-Fakultät der Islamischen Universität Medina, wo er auch Vorlesungen von Ibn Baz hörte. In dieser Zeit verfasste er Schriften wie etwa das Gesetz von Loyalität und Unterwerfung: Korrupte Regierung oder Sabaʿ Rasāʾil (Sieben Briefe), die später in Kuwait gedruckt und als Flugblätter in Saudi-Arabien verteilt wurden. Seine Studien der Theologie drehten sich insbesondere um das Ende der Welt, und er konnte viele Anhänger für seine revolutionären Ideen gewinnen.
1974 zerstritt er sich mit Ibn Baz und kehrte mit einigen seiner Anhänger nach Qasim bzw. Nadschd zurück. Dort verbrachte er zwei Jahre mit dem Aufbau der Ichwan, einer militanten Gruppe.
1976 zog die Gruppe nach Riad, wo sie den saudischen Sicherheitskräften bei einer Demonstration gegen die Monarchie auffielen und verhaftet wurden. Scheich Ibn Baz setzte sie jedoch nach einer Befragung auf freien Fuß.
Dschuhaiman al-Utaibi war sowohl mit der Tochter des Prinzen Sadschir al-Mohaya als auch mit der Schwester von Muhammad ibn Abdullah al-Qahtani verheiratet.

## Überfall auf die Große Moschee
Am Morgen des 20. November 1979 stürmte eine bis zu 500 Mann zählende Gruppe schwer bewaffneter radikaler Muslime aus verschiedenen arabischen Ländern unter Führung von al-Utaibi die Große Moschee und nahm mehr als 50.000 versammelte Gläubige als Geiseln. Es war der letzte Tag des Pilgermonats und der Vortag des Neujahrstages des Jahres 1400 muslimischer Zeitrechnung. Die von eschatologischen Vorstellungen angetriebenen Aufständischen erklärten, der Mahdi sei erschienen und das Ende der Welt stehe unmittelbar bevor, und riefen zur Einführung islamischer Theokratien in allen muslimischen Ländern, zum Sturz des saudischen Königshauses und zum Bruch der diplomatischen Beziehungen mit westlichen Staaten auf.
Die meisten Geiseln wurden bald freigelassen, aber ein Teil blieb in den Händen der Aufständischen. Erst nachdem die saudische Regierung eine Fatwa der obersten Theologen erwirkt hatte, die die Anwendung von Gewalt in der heiligen Stadt erlaubte, und nach langwierigen und verlustreichen Kämpfen in dem labyrinthischen Gebäude gelang es nach mehr als zweiwöchiger Besetzung, die überlebenden Aufständischen zur Aufgabe zu bringen. Insgesamt 330 Menschen, darunter Geiseln, Geiselnehmer und Einsatzkräfte, kamen durch die Besetzung ums Leben. In einer Massenexekution in mehreren Städten Saudi-Arabiens am 9. Januar 1980 wurden 63 Aufständische, darunter al-Utaibi, öffentlich enthauptet.